# 1980年冬季残疾人奥林匹克运动会澳大利亚代表团
1980年冬季残疾人奥林匹克运动会澳大利亚代表团是澳大利亚派出的1980年冬季残疾人奥林匹克运动会代表团。未获得奖牌。